# MotoGP 20
MotoGP 20 — это видеоигра, разработанная компанией Milestone.

## Особенности
MotoGP 20 имеет следующие режимы игры: Исторический, Многопользовательский, Карьерный, Быстрый, Персонализация и Исторический Контент.
Новый ИИ, получивший название «Neural AI 2.0», более эффективен в езде и способен управлять износом шин и расходом топлива, в отличие от ИИ в MotoGP 19. Карьера Менеджера возвращается в серию с улучшениями. У игрока есть команда профессионалов, включая Личного Менеджера, Главного Инженера и Аналитика Данных, их роль будет жизненно важна для поиска заданий, получения данных о трассе и разработки мотоцикла.
MotoGP 20 показывает сезон в том виде, в каком он изначально планировался до того, как сезон был прерван пандемией COVID-19, из-за которой было отложено или отменено несколько гонок, в том числе гонка на международном автодроме Алгарве. Тем не менее, у него есть Гран-при Таиланда после тура Арагона, когда тайская гонка изначально планировалась на 22 марта.
В игру также впервые введён отменённый Гран-при Финляндии.

## Приём
Игра была хорошо воспринята критиками, набрав у Metacritic 76 баллов из 100.